# Cybosia
Genre
Cybosia est un genre de lépidoptères (papillons) de la famille des Erebidae et de la sous-famille des Arctiinae.

## Liste des espèces
Selon FUNET Tree of Life (29 octobre 2020) :
- Cybosia gynaegrapha (de Joannis, 1930)
- Cybosia mesomella (Linnaeus, 1758)